# Your Flesh, Your Curse
Your Flesh, Your Curse  er en dansk gyserfilm fra 2017 og filmen er instrueret af Kasper Juhl.

## Medvirkende
- Kim Sønderholm som Stephen
- Frederik Carlsen som Max
- Rose Milling som Lisa
- Marie-Louise Damgaard Nielsen som Juliet White
- Bill Hutchens som Juliets far
- Louise Gammelgaard som Emelie
- Paw Terndrup som Christian
- Mie Gren som Dog Girl
- Emma Nymann som The Skinner
- Ninna Raiden som Bathtub Creature
- Natasha Dratinskaia som Smiley
- Nina Grønbech som Dead Girl
- Lina Nemi Nielsen som Bloodbath Girl